# Milena Blahoutová
Milena Blahoutová (30 de enero de 1933 - 1 de mayo de 2018) fue una jugadora de baloncesto checoslovaca. Consiguió 10 medallas en competiciones oficiales con Checoslovaquia.